# OmniPop
OmniPop ist eine Microsoft-Excel-Tabellenkalkulation, mit der menschliche Populationen auf Grund der Ergebnisse von autosomaler DNA-Analyse klassifiziert werden können. OmniPop wurde von Brian Burrit, San Diego Police Department, für forensische DNA-Analysen der Y-STR-Marker verschiedener Ethnien entwickelt. Mit status quo 23. Juli 2010 berücksichtigte diese Anwendung Populationsdaten von 219 wissenschaftlichen Veröffentlichungen.
OmniPop ist durch die amerikanische Bundesbehörde National Institute of Standards and Technology (NIST) anerkannt und wird dort zur freien Verfügung gestellt mit dem Ziel, autosomale Marker durch Clusteranalyse in Verbindung zueinander zu setzen. Die Anwendung kann auch für die Analyse von Daten der genetischen Genealogie verwendet werden, um zu verstehen, in welchem Zusammenhang die eigenen Daten mit Daten stehen, die weltweit katalogisiert wurden: Die Ergebnisse der Haplotyp-Analyse werden manuell eingegeben und die OmniPop-Tabellenkalkulation berechnet die mit der größten Wahrscheinlichkeit zutreffende Ethnie.